# Резня в тюрьме Бадуш
10 июня 2014 года Исламское государство Ирака и Леванта (ИГИЛ) убило по меньшей мере 670 заключённых-шиитов в результате нападения на тюрьму Бадуш. ИГИЛ сначала отделили суннитских сокамерников, а затем казнили остальных.
11 марта 2017 года Силы народной мобилизации объявили, что они обнаружили в тюрьме братскую могилу с останками 500 заключенных, казнённых ИГИЛ. Также было казнено 39 индийских рабочих-строителей.
13 июня 2021 года сообщалось, что Иракские власти извлекли останки 123 человек, убитых ИГИЛ во время нападения на тюрьму, из массового захоронения, чтобы идентифицировать их с помощью ДНК родственников.